# Tony Maggs
Tony Maggs (n. 9 februarie 1937, în Pretoria) este un fost pilot sud-african de Formula 1 care a evoluat în Campionatul Mondial între anii 1961 și 1965.
1. ↑   http://www.grandprix.com/ns/ns21525.html Lipsește sau este vid: |title= (ajutor)